# Mátyási József
Mátyási József (Izsák, 1765. március 21. – Kecskemét, 1849. január 15.) ügyvéd, író, költő.

## Pályája
Mátyási (Kovács) János református lelkész fia. Több évig Kecskeméten járt iskolába, majd Debrecenben tanult; 1783. májusban lépett az ottani református főiskola felső osztályába. A jogi pályát választotta, Debrecenben ügyvédi oklevelet szerzett, joggyakorlatát Pesten töltötte. Titkára volt Teleki József grófnak, majd 1796 körül Fekete János gróf titkára lett, akit már korábban is ismert, és akivel 1792-ben utazást tett Németországba, Frankfurtba. Közbenjárására a gróf több magyar fiatalt segített, köztük Csokonait is. 1803-ig állt a gróf szolgálatában, utána Pesten ügyvédeskedett, később Kecskemétre költözött. Élete utolsó huszonöt évét Kecskeméten töltötte, a városi tanács 1828. május 5-én felvette a városi lakosok közé és polgári joggal ruházta fel. Végrendeletében vagyonának nagy részét az ottani református iskolára hagyta.
Magyaros hangsúlyos versformában, népies stílusban írott verseiben „lírai, epikus, párbeszédes és értekező elemek, remek részletek és lapos sorok szeszélyesen váltakoznak…” Közülük több is, például a Gulyásnóta népdallá vált. Kazinczynak lesújtó véleménye volt róla, mint több más provinciálisnak mondott korabeli költőről is, akiknek írásai az ő stíluseszményének nem feleltek meg.
Mátyási József hosszabb verses művei közül kiemelkedik az Erdélyi utazás, ez megjelent a Mátyási József verseinek folytatása című kötetben (1798). Másik verses útirajza, a Frankfurti utazás 1792-dik esztendőben kéziratban maradt fenn. Az 1794. évi kecskeméti tűzvész a témája a Kis-ítélet napja… című terjedelmes munkájának.
Pesten két színésszé lett kecskeméti származású barátjával: Nemes Andrással és Szomor Mátéval együtt ő is hozzájárult a Kelemen László igazgatásával meginduló első pesti magyar színház bemutatkozásához. Lefordította Goldoni: A gavallér és a dáma című vígjátékát, melyet 1794. július 9-én mutattak be.

## Munkái
- Semminél több valami (Pozsony, 1794). (Alkalmi és bölcselkedő versek gyüjteménye.)
- Kis-ítélet napja, vagyis Kecskemét városának tizedik júliusi égése (Pest, 1794)
- Mátyási Jósef verseinek folytatása (Vác, 1798) Online
- Akkori gondolatok, midőn Magyarország nádorispánja, József, a felséges orosz császár leányát, Mária Paulovnát, eljegyzette (Pest, 1800). (Üdvözlő költemény József nádor első házassága alkalmából.)
- Gróf Teleki Mária sírhalma (Pest, 1801). (Gyászoló költemény a méltóságos római szent birodalmi gróf széki Teleki-nemzetség egyik tagjának halálára.)
- Vélekedés, mellyet a magyar nyelv iránt ország eleibe tétetett tudós kérdésre, rövid és együgyű feleletül adott (Pest, 1806)
- A barátság és annak mestersége (Pest, 1821). (Elmélkedő költemény a barátságról.)
- Antológia Mátyási József költészetéből (Kecskemét, 1955).

Kéziratban: A kavallér és dáma, vagy a két egyforma lélek, vígjáték három felvonásban; Frankfurti utazás 1792-dik esztendőben; Miért van háborúnk?, 1812; Nyomtatatlan verseinek gyűjteménye, 1799-1819; Igazat mutató tükröcske az ó- és uj magyarhoz, Izsák 1820; Epitaphia concinnata; Farsangfarki tanítás; Nyomtatatlan verseinek hét darabja; Mezei éjszakák, szerzette Delavó (Delevaux) és nyomtattatott Berlinben 1794., magyarra pedig egy francia nyelvet tanuló hazafi által maga bővebb gyakorlásának kedvéért és alkalmatosságával fordíttatott e folyó XIX. századnak elején.